# プロジェクト2025

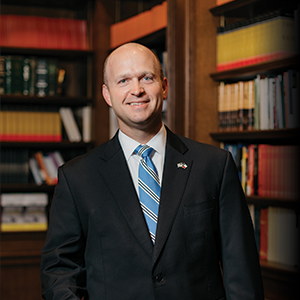
ヘリテージ財団会長のKevin Robertsは、「来年1月だけでなく、長期にわたる統治アジェンダを構築する」という目標を掲げてプロジェクト2025を設立した。

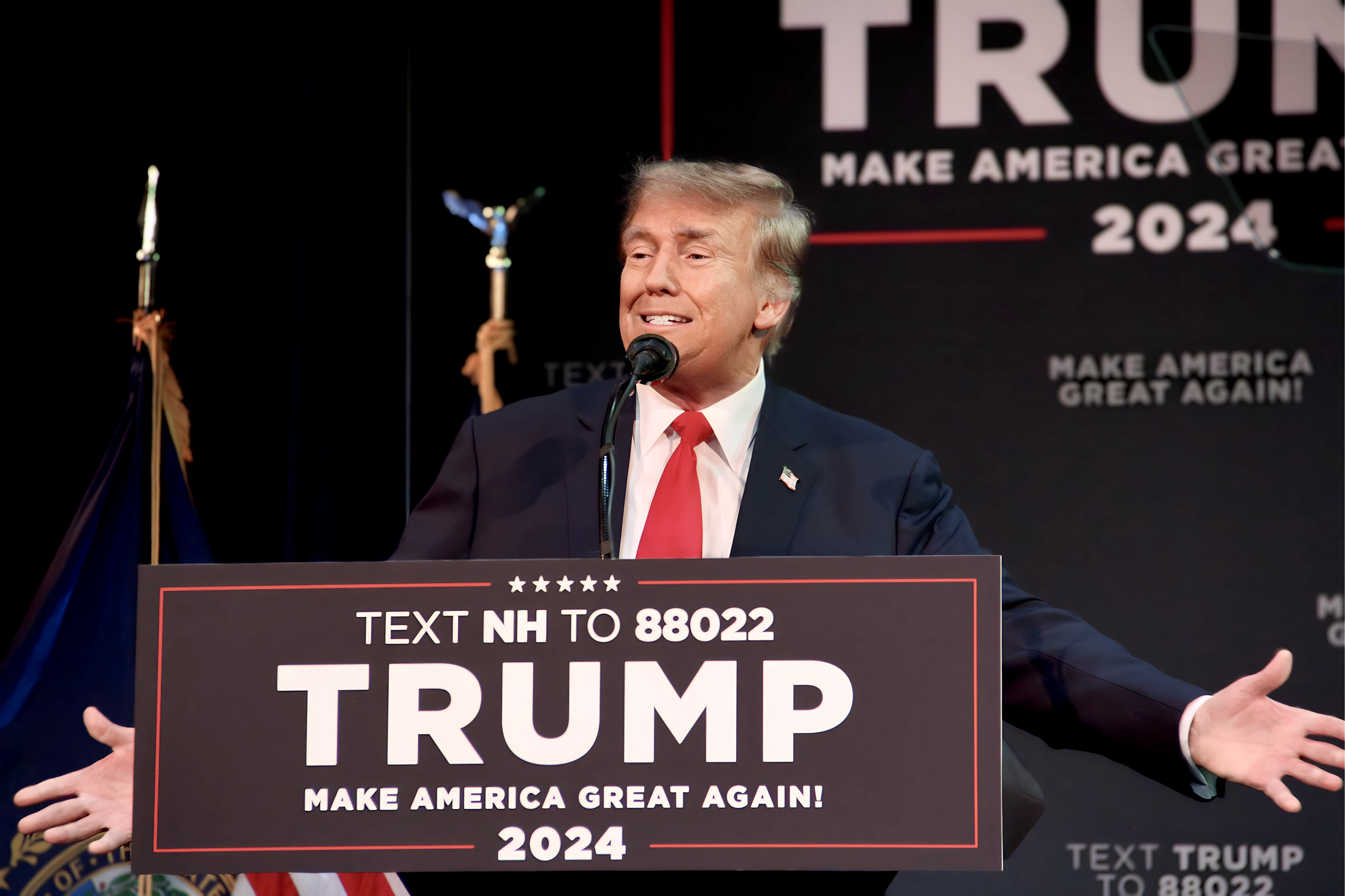
プロジェクト2025の寄稿者の多くは、ドナルド・トランプと彼の2024年の大統領選挙キャンペーンと密接な関係にある。

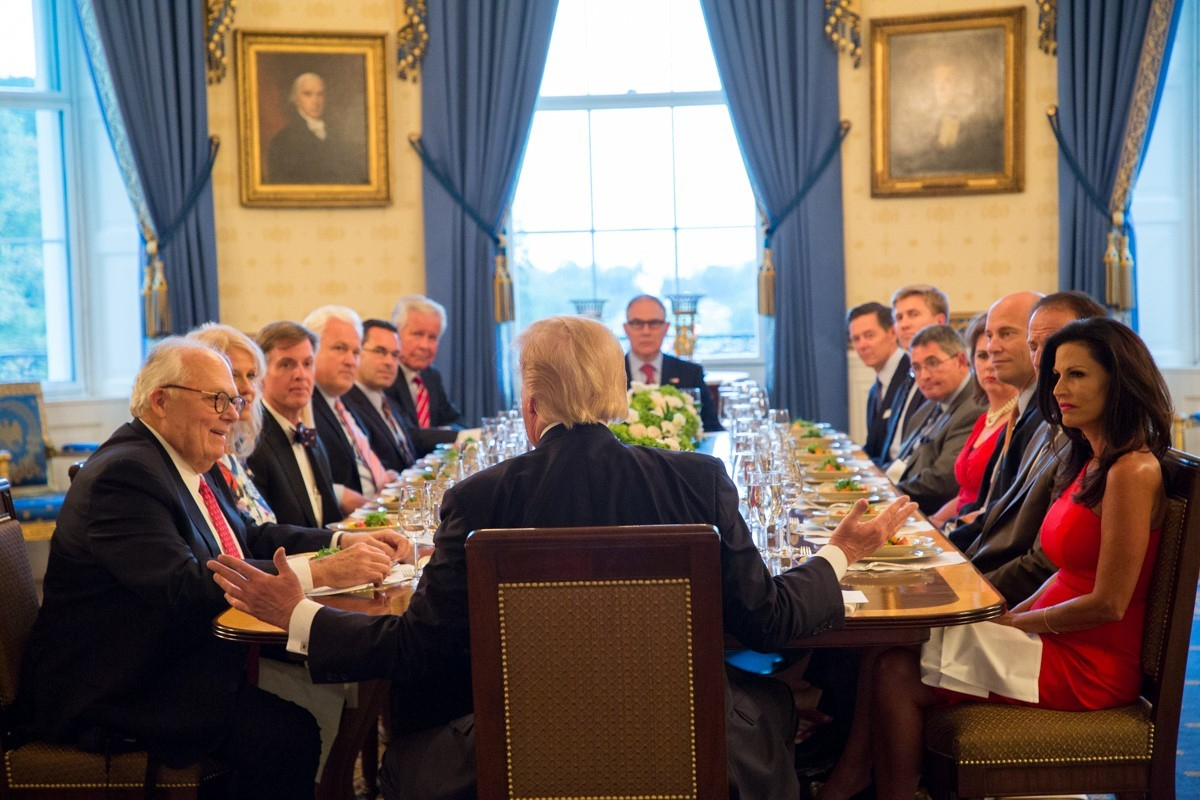
ヘリテージ財団の共同創設者Edwin Feulner（前列左）、フェデラリスト協会の共同会長Leonard Leo (右奥から5人目)、他の保守派グループのリーダーたちと会談するトランプ大統領（2017年）

プロジェクト2025（英語: Project 2025）としても知られている2025年大統領移行プロジェクト（英語: 2025 Presidential Transition Project）は、ヘリテージ財団が組織したイニシアティブである。2024年の大統領選挙でドナルド・トランプが勝利した場合に、アメリカ合衆国連邦政府を再構築して行政権を強化するために、保守派と右派の一連の政策提案を推進することを目的としている。アメリカ合衆国憲法第2条と統一行政理論を下に、行政府全体が大統領の直接の統制下にあると主張している。プロジェクト2025は、数万人の連邦公務員を政治任用者として再分類することにより、トランプ大統領の政策を実現することに意欲的な忠誠心のある支持者に置き換えることを提案している。プロジェクトの支持者たちは、この変更を実施することで、彼らが巨大で無責任で大部分がリベラルであると見做している、政府の官僚制度は解体されると主張している。プロジェクト2025は、政府と社会にキリスト教の価値観を浸透させることを目指している。批評家はプロジェクト2025を、アメリカ合衆国を独裁政治に導く権威主義的なキリスト教ナショナリストの計画であると特徴付けている。多数の法律専門家は、プロジェクト2025により、法の支配、権力分立、政教分離、市民の自由が弱体化することになると述べている。
プロジェクト2025は、政府、特に経済政策と社会政策や、連邦政府とその行政機関の役割に対する広範な変革を想定している。計画では、アメリカ合衆国司法省（DOJ）、連邦捜査局（FBI）、商務省、連邦通信委員会（FCC）、連邦取引委員会（FTC）を党派的に支配し、国土安全保障省（DHS）を解体して、化石燃料の生産を促進するために環境および気候変動に関する規制を大幅に削減することを提案している。計画では減税の導入を求めているが、提案者たちは保護貿易の通念に異議を唱えている。プロジェクトは教育省の廃止を勧告しており、教育省のプログラムは他の行政機関に移管されるか終了されることになる。気候研究への資金は削減され、国立衛生研究所（NIH）は保守派の原則に従って再編される。プロジェクトはメディケアとメディケイドへの資金の削減を目指しており、政府が医療としての中絶を明確に拒否するよう求めている。プロジェクトは、Affordable Care Actに基づく緊急避妊薬の適用を撤廃し、全国で避妊薬や中絶薬の配送の差し出しや受け取りを行った者を起訴するために、コムストック法を施行することを目指している。ポルノを犯罪化して:5、性的指向やジェンダー・アイデンティティに基づく差別に対する法的保護を廃止し、司法省に「反白人人種差別」を訴追させることによって、多様性・公平性・包括性（DEI）プログラムとアファーマティブ・アクションを終了させることを提案している。プロジェクトは、アメリカ合衆国在住の不法移民の逮捕、収容、国外退去を推奨している。国内で法を執行するために軍隊を配備することを提案している。また、死刑とその判決の迅速な「確定（finality）」を促進している。
一部の保守派と共和党員は、気候変動と外国貿易に対する姿勢を理由にこのプロジェクトを批判している。他の批評家は、プロジェクト2025は、4年間にわたる個人的な復讐をいかなる犠牲を払っても行うことに対する修辞的な「粉飾」であるだけでなく、バイデン政権下で「実施されたほとんどすべて」を元に戻そうとしていると考えている。プロジェクト2025の作成者たちは、ほとんどの提案で共和党がアメリカ合衆国下院と上院上院の両方を支配する必要があることを認めている。プロジェクトのいくつかの側面は、最近アメリカ合衆国最高裁判所によって違憲判決が出されているため、法廷での訴訟に直面することになるが、他の側面の中には、常識を破る提案となっているため、法廷での訴訟に耐えられる可能性もある。
法的には、プロジェクト2025は特定の大統領候補を宣伝することはできないが、寄稿者の多くはドナルド・トランプや彼の2024年の大統領選挙キャンペーンと関係している。ヘリテージ財団もトランプと緊密に連携する人々を多数雇用しており、トランプの同盟者が運営するさまざまな保守団体とともにこのイニシアティブの調整を行っている。2023年、トランプ陣営関係者は、このプロジェクトがAgenda 47プログラムとよく一致していることを認めている。トランプ陣営の顧問たちはプロジェクト2025と定期的に連絡を取っているが、このプロジェクトの物議を醸す提案は、トランプ陣営にとっても迷惑なものとみなされる原因となっている。2024年7月5日、トランプは公にプロジェクト2025から距離を置き、「それについて何も知らない」、一部のアイデアは「ばかげていてひどいものだ」と述べた。一部の批評家は、トランプに近い複数の人物がプロジェクトに関与していることを指摘し、トランプの主張を却下した。距離が置かれたのは、ヘリテージ財団のケビン・ロバーツ会長がインタビューで、第2次アメリカ革命が起こることを示唆した数日後だった。第2次アメリカ革命に対して、民主党などは潜められた暴力的な脅しだとして批判している。このプロジェクトは、政府のコントロールを取り戻すための「戦闘計画（battle plan）」について説明している。
「Mandate for Leadership（リーダーシップのための使命）」と題された部分に記述された「エリートによる支配とウォークカルチャーに対抗するために保守派とアメリカ国民を団結させるための計画」が注目されている。
100以上の保守系・共和党系のシンクタンクや政治団体が賛同しているという。

## 人事
人事面ではトランプへの忠誠心の高い人たちを政権幹部とし、高級官僚などについてもヘリテージ財団が人選を行い政権に候補として提示し、政治任用の範囲を数倍に拡大して連邦行政機構の人員を数万人の規模で入れ替えることが計画されている。

## 政府機構
「行政国家を解体する(Dismantle the administrative state)」こと、司法省などの独立機関を大統領の直接統制下に置くことなどが謳われている。

## 政策

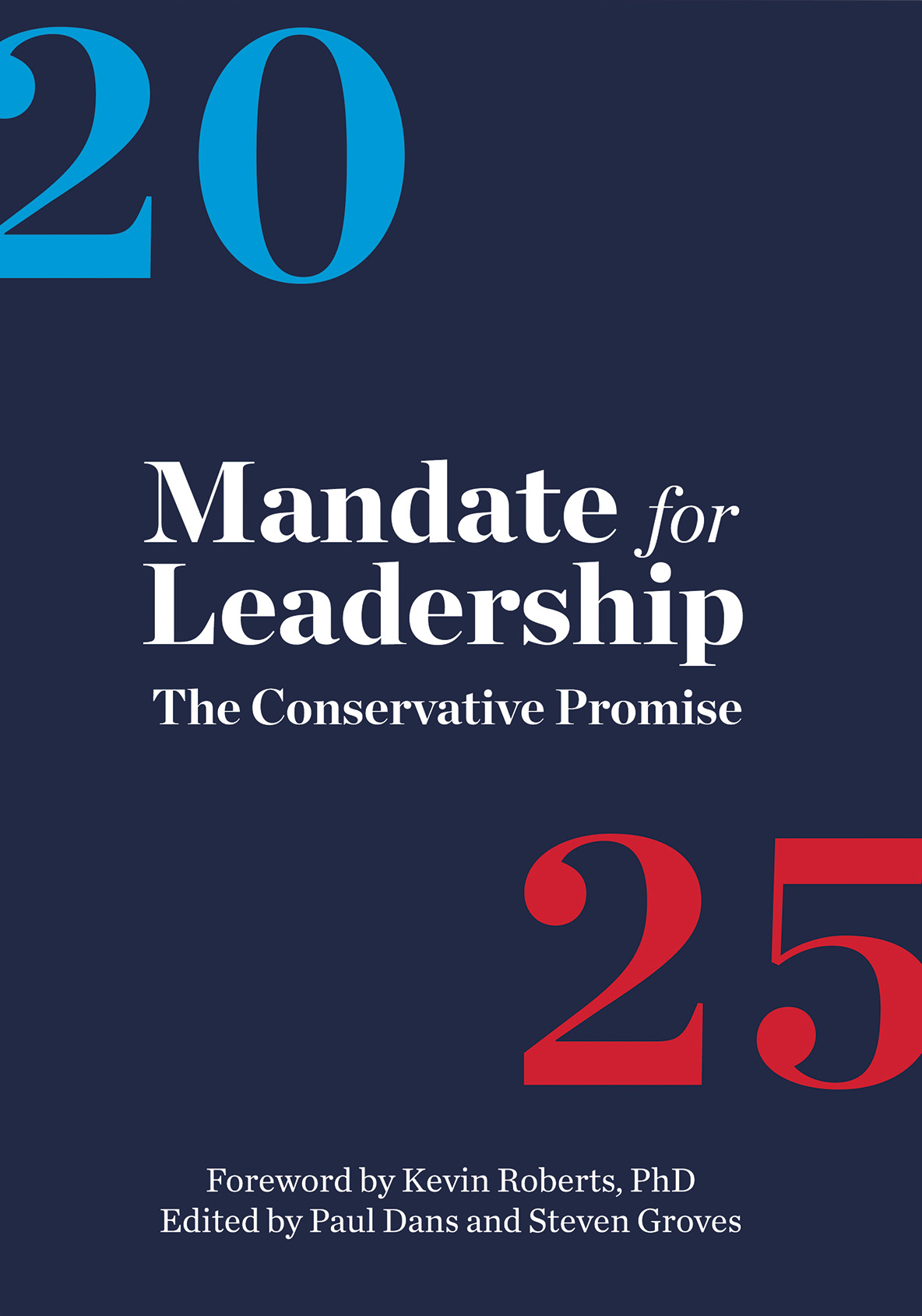
中心となるプロジェクト2025のドキュメント。2023年4月21日に発行された

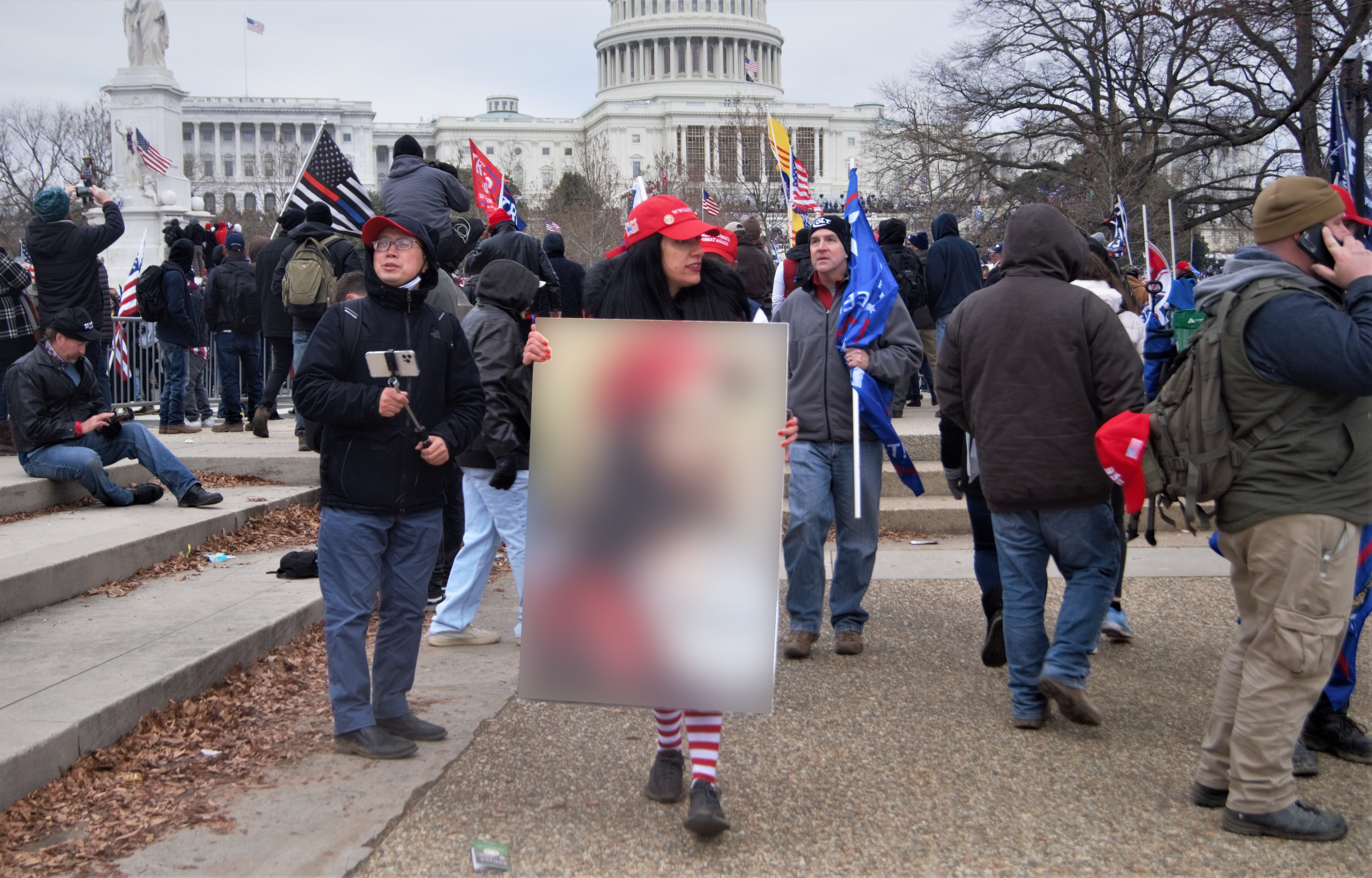
2021年1月6日に米国議会が暴徒に暴力的に襲撃された時に、MAGAの帽子をかぶったイエス・キリストを描いたQアノンのタグが付いたプラカードを掲げるトランプ支持者。著作権を尊重するために、プラカードはぼかされている。

『エコノミスト』誌は、プロジェクト2025の計画には予測可能な文化戦争の問題がいくつか含まれているが、他の計画は過去の共和党の伝統を破るものであり、財政赤字と国家債務を拡大するより広範囲に渡る問題も含まれている、と要約している。
提言されている政策は、以下のように多くの分野に渡っている。
- 国勢調査の市民権に関する質問
- キリスト教ナショナリズム
- 気候変動の緩和
- 経済
- 教育と学術研究
- 大統領権限の拡大
- 外交問題
- 医療と公衆衛生
- 移民改革
- アイデンティティの問題
- ジャーナリズム
- 法執行機関
- 国家安全保障
- ポルノとアダルトコンテンツ
- 女性の生殖に関する健康
- 交通インフラ

### アイデンティティの問題
プロジェクト2025は、プロジェクトが「過激なジェンダー・イデオロギー」と呼ぶものを攻撃しており、政府が「聖書に基づき、社会科学で強化された結婚と家族の定義を維持する」ことを支持している。これを達成するために、同性結婚を廃止して、セクシュアル・アイデンティティやジェンダー・アイデンティティに基づく差別に対する保護を撤廃し、さらに、多様性・公平性・包摂性（DEI）を「国家公認の人種差別」と呼び、連邦法からDEIに関する規定を削除することを提言している。DEIプログラムや批判的人種理論に関わるイニシアティブに参加した連邦職員は解雇される可能性がある。
公立学校の教師がトランスジェンダーの生徒が好むジェンダー代名詞を使用するためには、生徒の法的保護者から書面による許可を得ることが義務付けられる。プロジェクト2025の支持者たちは、「労働政策におけるDEI革命」を元に戻して、より「人種中立的な」規制に置き換えるために、民間部門もターゲットにすることを望んでいる。プロジェクト2025は、2020年代初頭のDEIに対する反発の激化傾向の一部となっている。
ホワイトハウスのジェンダー政策評議会（Gender Policy Council）は解散される。政府機関がクォーターを設定したり、ジェンダー・人種・民族に関する統計を収集したりすることは禁止される。プロジェクトの寄稿者であるJonathan Berryは、「この目標は、カラー・ブラインドへ向かうことであり、特に人種に関しては、人々をカテゴリーに還元できない完全な人間として扱う法律や政策が必要であることを認識すること」だと説明している。アメリカ合衆国国勢調査局は、保守派の原則に従って改革されることになる。

### ジャーナリズム
プロジェクト2025は、ホワイトハウス記者団に所属するジャーナリストに与えられる便宜を再考することを提案している。また、公共放送局のPBSとNPRに「よい政策とよい政治（good policy and good politics）」として資金を提供している民間の非営利企業Corporation for Public Broadcastingへの資金提供を打ち切ることを提案している。。さらに、NPR放送局の非営利の資格を取り消し、強制的にFM放送の88-92Hzの帯域の外側に再割り当てし、利用していた帯域を宗教的な番組に置き換えることも提案している。プロジェクト2025の連邦通信委員会（FCC）の章を執筆したBrendan Carrは、その後トランプにFCCの長として任命されると、プロジェクト2025に従ってNPRとPBSの調査を開始した。
また、プロジェクト2025はFCCルールを変更することで、ローカルニュース番組を全国ニュース番組に変換できるようにし、より多数のメディアの合併を可能にすることを提案している。
さらに、ソーシャルメディア企業がプラットフォームから「中心的な政治的視点」の削除を禁止し、TikTokを禁じることを提案する法律を推進している。これにより、連邦選挙委員会が選挙の完全性に関する誤情報や偽情報に対抗することを妨げることになる。

### その他のイニシアティブ

#### データベース
新しい採用者が「大統領人事データベース（Presidential Personnel Database）」に登録されるためには、イデオロギーに関する複数の質問に答える必要がある。質問の1つは、「現存の著名な政治家の中であなたが称賛する人物を1人挙げるとすれば誰か？またその理由は？」である。採用者のソーシャルメディアアカウントは精査される。データベースイニシアティブに関与している重要な人々は、John McEnteeなどの元トランプ政権の職員である。
ヘリテージ財団は、2024年7月の時点で20,000近くのプロファイルを保持していると主張しているが、採用プロセスを開始して完了しなかったプロファイルは存在しない可能性もある。スタッフたちは、データベース内の何人が将来の政権で実際に働けるのかを個人的に疑問視している。
第2次トランプ政権が始まると、大統領のアジェンダへの忠誠心を基に求職者を選別するためにホワイトハウスのスクリーニングチームが連邦政府機関に展開された。トランプは就任初日に、実績に基づく連邦政府の雇用慣行と「憲法への献身」を回復するという大統領命令に署名した。

#### トレーニングモジュール
データベース内のメンバーがアクセスできたトレーニングモジュールには、実際の活動に関するものは少なく、イデオロギーに関するものが多かった。データベースとモジュールは低予算で作成されたものだった。ProPublicaは、トレーニングをサポートするためにプロジェクト2025が作成した23のビデオを公開した。 Propublicaによると、ビデオの36人の講演者のうち29人は、2016〜2017年のトランプの移行チーム、トランプ政権内、または2024年の再選キャンペーンなどで、ある程度ドナルド・トランプのために働いていた。

### 大統領令の草稿
プロジェクト2025およびCRAは、非公開の大統領命令の起草も支援している。大統領令の草案には、反乱法を発動することで国内での法の執行のためにアメリカ軍を展開するという内容が含まれているが、ヘリテージ財団は否定した。議会の少なくとも38人の民主党員は、「180日間のプレイブック」とも呼ばれる大統領令の草案を公開するようプロジェクト2025に呼びかけた。 2024年7月、CRAの研究ディレクターであるMicah Meadowcroftは、密かに録音されたインタビューで、大統領令は大統領の移行中に決して公開されないような方法で配布されると述べた。

## プロジェクトに対する反応
プロジェクト2025は4年間の個人的な復讐のための修辞的な「ウィンドウドレッシング」であると信じている批評家もいる。プロジェクト2025は、政府の支配を取り戻すための「戦闘計画」を記述する際に、戦争のようなレトリックと終末論的な言語を採用しているため、一部の人々は脅迫的な政治的暴力として解釈している。Politicoの2024年8月のプロファイルでは、プロジェクトは資金不足に陥っており、組織化されておらず、「自己宣伝的」であるとされている。
2024年7月10日、ハクティビストグループのSiegedSecはヘリテージ財団をハッキングし、プロジェクト2025への反対と、組織の主要な動機としてのトランスジェンダーの権利に対する一般的な反対を引用しながら、200ギガバイトのユーザー情報を取得したと発表した。

### 権威主義という主張

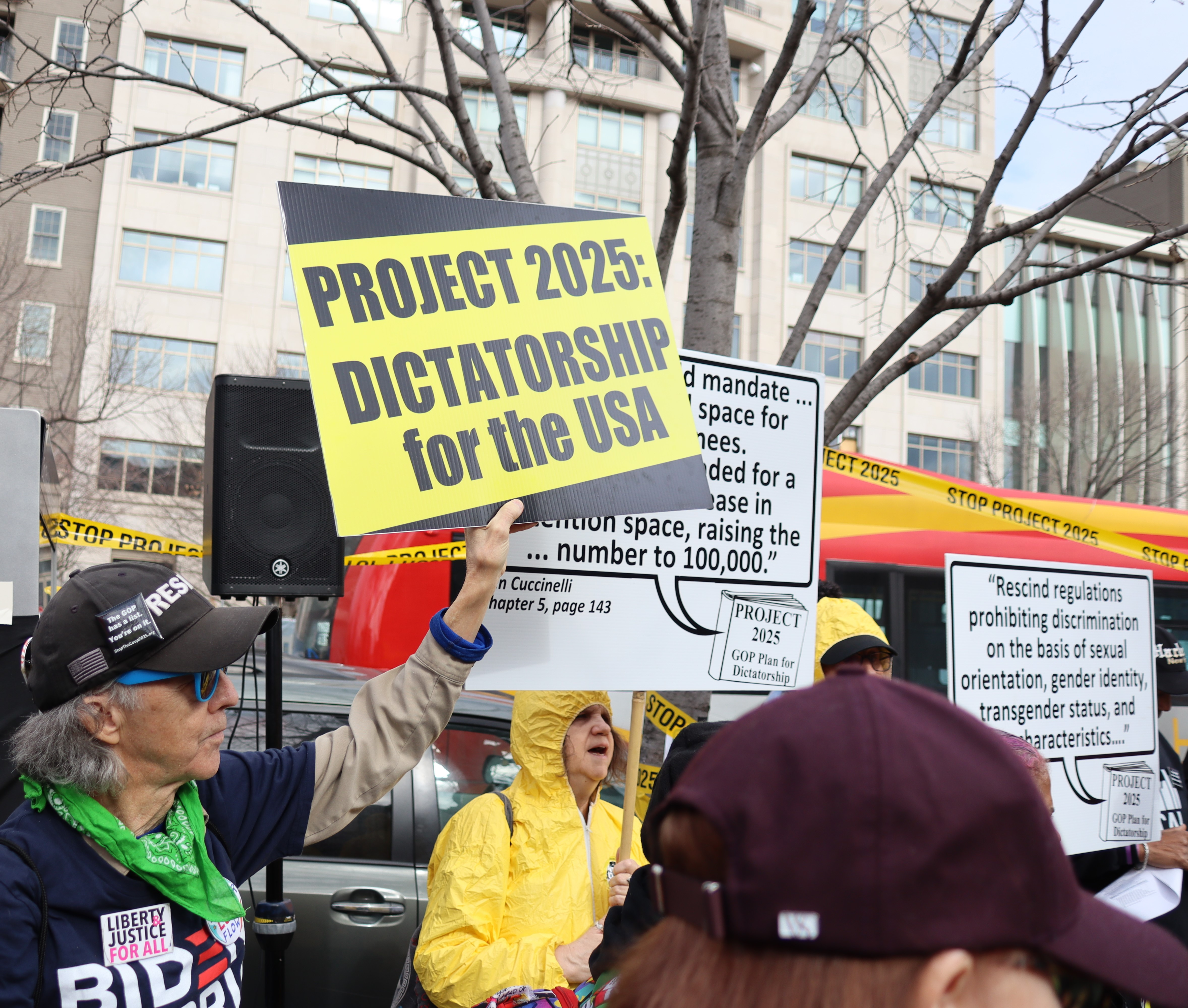
「プロジェクト2025：アメリカの独裁政治」と書かれたポスターを掲げる抗議者。

民主主義の専門家、政治学者、その他のコメンテーターたちは、プロジェクトを危険で権威主義のリスクがあり破滅的であると評している。多数の法学の専門家たちは法の支配、権力の分離、政教の分離、市民の自由を弱体化することになると述べている。Snopesは「政治的スペクトル全体の人々」を引用して、この計画は権威主義の前兆であると懸念している。
ニューヨーク大学のファシズムと権威主義指導者の研究者Ruth Ben-Ghiatは、2024年5月にプロジェクト2025は「一見中立的に見える名前で行われる権威主義によるアメリカ合衆国の乗っ取りの計画」と書いた。彼女は、連邦政府の省庁や機関を廃止するプロジェクトの意図は、「自由民主主義の法的およびガバナンス文化を破壊し、政治的に吟味された新しい幹部を配置し、独裁的な支配を支援する新しい官僚機構を構築すること」であると述べている。

### LGBTQ+
LGBTQ+の作家やジャーナリストたちは、プロジェクト2025はLGBTQ+の人々に対する保護の撤廃を目指しており、ポルノが「トランスジェンダーのイデオロギーと子供の性的対象化の遍在的な蔓延」であると主張することによって、ポルノを非合法化する決意があるとして批判している。Brynn Tannehillは雑誌『Dame』への寄稿の中で、『The Mandate for Leadership』は部分的には「LGBTQの人々を公共の生活から根絶することを最優先事項にして」おり、ポルノと「トランスジェンダー・イデオロギー」を関連付ける一文を引用し、2023年に行われた他の反トランスジェンダーへの攻撃に関連していると論じた。
『Just Faith: Reclaiming Progressive Christianity』の著者であるGuthrie Graves-Fitzsimmonsは、MSNBCの記事で、プロジェクト2025はキリスト教ナショナリズムに訴えていると批判した。特に、Graves-Fitzsimmonsは、アメリカ合衆国保健福祉省（NHH）に関するSeverinoの章と、セベリーノの結婚尊重法への反対を批判した。結婚尊重法は、結婚防衛法を廃止して、同性結婚と異なる人種間の結婚を認める、連邦政府の結婚の定義を成文化した画期的な法律である。